# Hans Dieter Schäfer
Hans Dieter Schäfer (* 7. September 1939 in Berlin) ist ein deutscher Schriftsteller und Literaturwissenschaftler.

Hans Dieter Schäfer studierte Germanistik, Geschichte und Philosophie in Wien und Kiel. Von 1974 bis 2004 war er Dozent für Neuere Deutsche Literaturwissenschaft an der Regensburger Universität, die ihn zur Verabschiedung mit einer umfangreichen Ausstellung würdigte. Beachtung über Deutschland hinaus fand sein Buch Das gespaltene Bewußtsein. Über deutsche Kultur und Lebenswirklichkeit 1933–1945.
Schäfer war bekannt mit dem Lyriker Wilhelm Lehmann (1882–1968), dessen Werke er herausgab. Außer Forschungsarbeiten zur Literatur- und Alltagsgeschichte veröffentlichte Schäfer mehrere Bände mit Gedichten und autobiographischer Prosa. Er wurde 1975 mit dem Literaturförderpreis des Freistaates Bayern ausgezeichnet und ist Mitglied der Mainzer Akademie der Wissenschaften und der Literatur.

## Schriften (Auswahl)
Wissenschaftliche Publikationen
- Wilhelm Lehmann. Studien zu seinem Leben und Werk (= Abhandlungen zur Kunst-, Literatur- und Musikwissenschaft. 66, ISSN 0567-4999). Bouvier, Bonn 1969.
- Herr Oelze aus Bremen. Gottfried Benn und Friedrich Wilhelm Oelze. Wallstein Verlag, Göttingen 2001 (Reihe: Göttinger Sudelblätter); ISBN 978-3-89244-466-4
- Das gespaltene Bewußtsein. Über deutsche Kultur und Lebenswirklichkeit. 1933–1945. Hanser, München u. a. 1981, ISBN 3-446-13455-7 (Mehrere Auflagen; erweiterte Neuauflage als: Das gespaltene Bewusstsein. Vom Dritten Reich bis zu den langen Fünfziger Jahren (= Mainzer Reihe. Neue Folge 8). Wallstein Verlag, Göttingen 2009, 3. durchgesehene Auflage 2023, 498 S.; ISBN 978-3-8353-0428-4).

Herausgeberschaft
- Berlin im Zweiten Weltkrieg. Der Untergang der Reichshauptstadt in Augenzeugenberichten. Piper, München u. a. 1985, ISBN 3-492-02885-3 (Überarbeitete Neuausgabe, 2. Auflage. (= Serie Piper. 1357). ebenda 1991, ISBN 3-492-11357-5).
- Hermann Lenz: Schwäbischer Lebenslauf. Herausgegeben und mit einem Nachwort von Hans Dieter Schäfer. Keicher, Warmbronn 2013. (Vorstudie zum Roman Verlassene Zimmer (1966). Hans Dieter Schäfer ergänzt den Text um Lesarten aus dem Notizbuch von Hermann Lenz aus dem Jahr 1942.).
- Hermann Lenz: Altersnotizen. 1997–1998. Ausgewählt und herausgegeben von Hans Dieter Schäfer. Keicher, Warmbronn 2014. Im Wendebuch zusammen mit: Hans Dieter Schäfer: Das unfreiwillige Gedächtnis – Hermann Lenz und seine Altersnotizen.
- Sigismund von Radecki: Die Stimme der Straße. Feuilletons (= Mainzer Reihe. Neue Folge 14). Herausgegeben und mit einem Nachwort von Hans Dieter Schäfer. Wallstein, Göttingen 2014, ISBN 978-3-8353-1513-6.

Dichterisches Werk
- Fiktive Erinnerungen (= Das Neuste Gedicht. 31, ZDB-ID 990195-4). Nachwort von Wilhelm Lehmann. Bläschke, Darmstadt 1968.
- Das Familienmuseum : Prosagedichte, Herausgeber: Jürgen P. Wallmann, Darmstadt, Bläschke Verlag, Band 41, 1970,
- Strawberries in December and other poems. Translated by Ewald Osers. Carcanet New Press, Manchester 1976, ISBN 0-85635-127-X.
- Kältezonen. Gedichte (= Reihe Spektrum. 4, ZDB-ID 2558976-3). Spektrum, Zürich 1978.
- Dem Leben ganz nah. Gedichte. Hanser, München u. a. 1982, ISBN 3-446-13542-1.
- Mein Roman über Berlin. Passau, Refugium Verlag, Erstausgabe, 1990, ISBN 9783980175944.
- Wie ich mit meinen Ausgrabungen begann (= Druck der Reihe &. 1). Keicher, Warmbronn 1998, ISBN 3-932843-03-7.
- Auf der Flucht. Meine Kindheit in Bildern (= Reihe Refugium 34). Mit zwei Holzschnitten von Alfred Pohl. Reche, Passau 1999, ISBN 3-929566-22-2.
- Spät am Leben. Zwanzig Gedichte. Keicher, Warmbronn 2001, ISBN 3-932843-22-3.
- Final Cut. Gedichte (= Reihe Refugium. 43). Mit Zeichnungen von Christoph Meckel. Reche, Passau 2002, ISBN 3-929566-32-X.
- Berliner Aufzeichnungen (= Edition Refugium. 3). Mit vier Kaltnadelradierungen von Susanne Theumer. Reche, Neumarkt 2005, ISBN 3-929566-45-1.
- Regensburger Nacht. Mit Linolschnitten von László Zoller. Galerie Hammer, Regensburg 2005.
- Erinnerungstraining. Aufzeichnungen (= Edition Refugium. 13). Mit Photographien von Barbara Klemm. Reche, Neumarkt 2009, ISBN 978-3-929566-86-4.
- Die unsichtbare Tätowierung. Erkundungen. Wallstein, Göttingen 2013, ISBN 978-3-8353-1249-4.
- Open Air Kino. Gedichte (= Reihe Ligaturen. 7). Mit sechsundvierzig Digitalphotographien von Robert Lebeck. Reche, Neumarkt 2013, ISBN 978-3-929566-48-2.
- Wiener Leben. Erinnerungen. Reche, Neumarkt 2016, ISBN 978-3-929566-67-3.